# Mayo-Plata
Pour les articles homonymes, voir Mayo.
Mayo-Plata (ou Plata Doumlele) est une localité du Cameroun située dans le département du Mayo-Sava et la Région de l'Extrême-Nord, à proximité de la frontière avec le Nigeria. Elle fait partie de l'arrondissement de Tokombéré et du canton de Ouldémé.

## Toponymie
En fulfulde, mayo (ou maayo) est un « cours d'eau, généralement au débit torrentueux en saison des pluies, mais qui, en saison sèche, découvre un lit de sable et de rochers souvent totalement à sec».
Plata serait une mauvaise graphie pour pəlasla, en référence aux Plasla (ou Vamé), un groupe montagnard de langue tchadique résidant dans le canton de Mayo-Ouldémé.

## Population

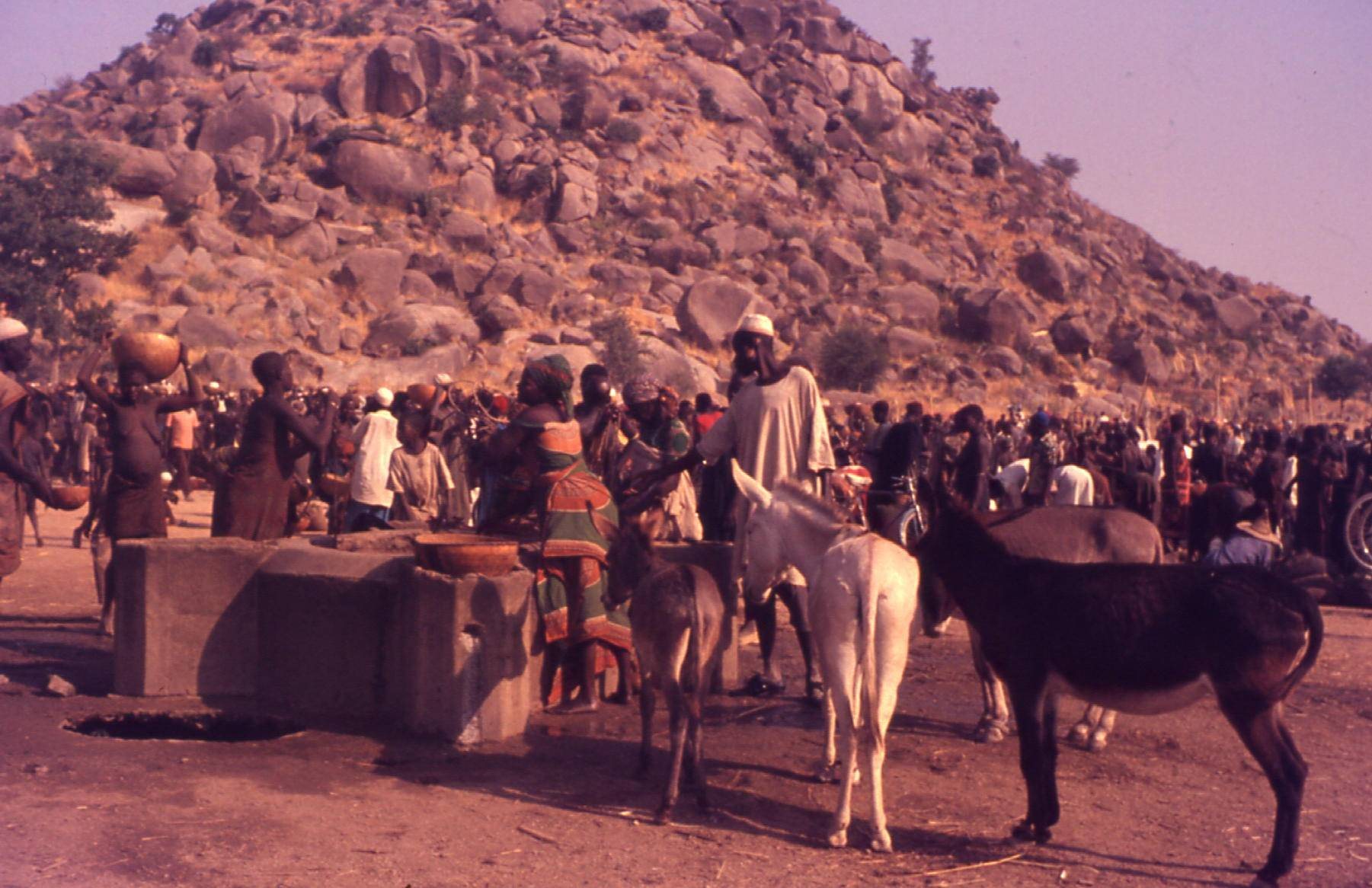
Puits et marché de Mayo Plata en décembre 1973.

En 1966-1967 la localité comptait 584 habitants, principalement des Ouldémé. À cette date elle disposait d'un marché hebdomadaire régional le samedi, d'un marché d'arachide, d'une école publique à cycle incomplet et d'une mission catholique.
Lors du recensement de 2005, 1 511 personnes y ont été dénombrées.

## Éducation
Mayo-Plata est doté d'un collège public général (CES).